# Malá Losenice
Malá Losenice é uma comuna checa localizada na região de Vysočina, distrito de Žďár nad Sázavou.